# Mohammed ash-Shanqîtî
 (octobre 2017).
Mohammed al-Amîne ash-Shanqîtî (17 février 1907 - 10 janvier 1973) était un érudit musulman d'origine mauritanienne. Son prénom Mohammed al-Amîne est un prénom composé tout comme son père (Mohammed al-Mukhtâr) qui est une manière courante de se nommer dans leur pays.

## Naissance
Il est né en 1907 dans une région aujourd'hui connue sous le nom de "Département de Chinguetti", d'où il tire d'ailleurs sa nisba, dans la partie orientale de la Mauritanie, alors colonie française. Sa lignée remonte à Ibn Ya'qoûb Jâkni, l'ancêtre de la grande tribu de Jakni. La lignée de cette tribu remonte à Himayr.

## Son éducation
Il est né dans un milieu déjà bercé dans les connaissances de l'islam, composé d'hommes et de femmes. Il étudia donc les aspects fondamentaux de l'islam et les sciences du Coran avec ses oncles maternels, ses cousins maternels ainsi qu'avec leurs femmes. Il étudia la biographie du prophète de l'islam Mahomet avec sa tante, l'art de l'écriture arabe avec le Mushaf de `Othman avec son cousin.
Il compléta ses études dans diverses disciplines de la religion sous l'enseignement de plusieurs savants de son pays comme Mohammed Ibn Sâlih et son père Ahmad al-Afram Ibn Mohammed Mohammed al-Mukhtaar, Ahmad Ibn `Oumar, Ahmad Ibn Moûd, Mohammed an-Nimah Ibn Zaydân, Ahmad Fâl Ibn `Âduh, avec lesquels il étudia l'interprétation du Coran (tafsir), les hadith, la jurisprudence islamique (al-fiqh) malékite, la grammaire (an-nahou) avec Âjarou Mîyah, la conjugaison (as-sarf), la poésie (al-balâgha), etc.

## Ses travaux et son entrée au Hejaz
Après avoir terminé ses études, il travailla comme professeur et comme juge dans une juridiction familiale. Des personnes qui étaient en litige commencèrent à le solliciter de plus en plus afin qu'il juge entre eux et c'est ainsi que ses verdicts devinrent respectés dans tout le pays, même par les gens du gouvernement.
En 1947, il partit en Arabie saoudite pour effectuer le pèlerinage à la Mecque (Hajj) et trouva le moyen d'enseigner à la mosquée du prophète Mahomet à Médine, « Masjid al-Nabawi ». Les personnes responsables de la mosquée firent connaissance avec lui et cherchèrent un moyen de la garder à proximité d'"Al-Haramayn" afin qu'il puisse enseigner et faire profiter les étudiants de sa science de l'islam en général. Les étudiants qui participèrent à ses cours dans le domaine du tafsir étaient nombreux lorsqu'il était à Médine, les plus célèbres d'entre eux furent : Sheikh 'Abdul `Aziz Ibn `Abdillah Ibn Baz, Sheikh Mohammed ibn Salih al 'Uthaymin, Sheikh Rabi' ibn Hadi al Madkhali, Sheikh Bakr Abu Zayd et Sheikh Mohammed Salim `Atiyyah, qui lui compléta le livre Adwâ-ul-Bayân de Mohammed al-Amîne ash-Shanqîtî après sa mort et qui est considéré comme son plus gros travail.
En 1951, on lui demanda d'enseigner dans des établissements d'enseignement de Riyad. Puis il s'installa à Médine pour y enseigner dans l'Université islamique de Médine . Parmi ses étudiants, il y avait entre autres Sheikh Rabi' al-Madkhali.

## Œuvres
Il écrivit de nombreux ouvrages dans différents domaines dont les plus connus sont :
- Adwâ-ul-Bayân fî Tafsîr-il-Qur'ân bil-Qur'ân (Interprétation du Coran par le Coran. C'est son plus gros travail qu'il compila en de nombreux volumes) ;
- Al-Mudhakkirah fî Oussoûl-ul-Fiqh (Petit traité sur les principes de la jurisprudence) ;
- Adab Al-Bah-th wal-Munâdhara
- Alfiyyah fil-Mantiq Daf'ou Îhâm Al-Idtirâb `an Ayât-il-Kitâb
- Ansaab-ul-'Arab (Texte poétique)
- Furoû' Mâlik (Texte poétique)
- Man`ou Jawâz Al-Majâz
- Manaahij wa Dirâsât li-Ayât-il-Asmâ was-Sifât (C'est une retranscription d'un cours qu'il donna à l'université de Médine en 1962[2] ;
- Mandhoûmah fîl-Farâ'id (Livre traitant sur les droits de l'héritage) ;
- Sharh 'alâ Marâqî As-Sa'oûd (Une dictée qu'il fit à ses étudiants) ;
- Sharh 'alâ as-Soullam (Une dictée qu'il fit à ses étudiants).

## Décès
Il mourut en 1973 à la Mecque après son retour du pèlerinage et fut enterré dans le cimetière de Jannatoul Mu`alâ (en). Une prière funéraire (Salatou Janaza) eut lieu à la Kaaba le jour même après la prière de la mi-journée (Salat Dhohr). Ibn Baz était présent lors de cette prière.